# دومنیکو شتارلا

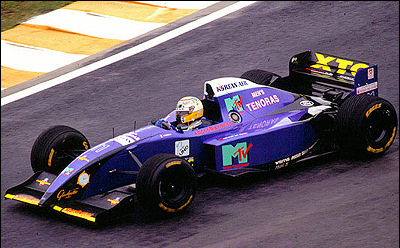
خودروی دومنیکو شتارلا در سال ۱۹۹۵

دومنیکو «میمو» شَتارلا (ایتالیایی: Domenico "Mimmo" Schiattarella؛ زادهٔ ۱۷ نوامبر ۱۹۶۷ در میلان) رانندهٔ مسابقات اتومبیل‌رانی اهل ایتالیا است که از فصل ۱۹۹۴ تا ۱۹۹۵ در مجموع در هفت گراند پری از مسابقات جهانی فرمول یک شرکت کرد، اما موفق به کسب هیچ امتیازی نشد.